# ميلاني فونتانا
ميلاني فونتانا (بالإنجليزية: Melanie Fontana)‏ هي مغنية مؤلفة أمريكية، ولدت في 3 أكتوبر 1986 في نيوينغون في الولايات المتحدة.

## وصلات خارجية
- ميلاني فونتانا على موقع IMDb (الإنجليزية)
- ميلاني فونتانا على موقع ميوزك برينز (الإنجليزية)
- ميلاني فونتانا على موقع ميوزك برينز (الإنجليزية)
- ميلاني فونتانا على موقع ديسكوغز (الإنجليزية)